# Coperta (nave)

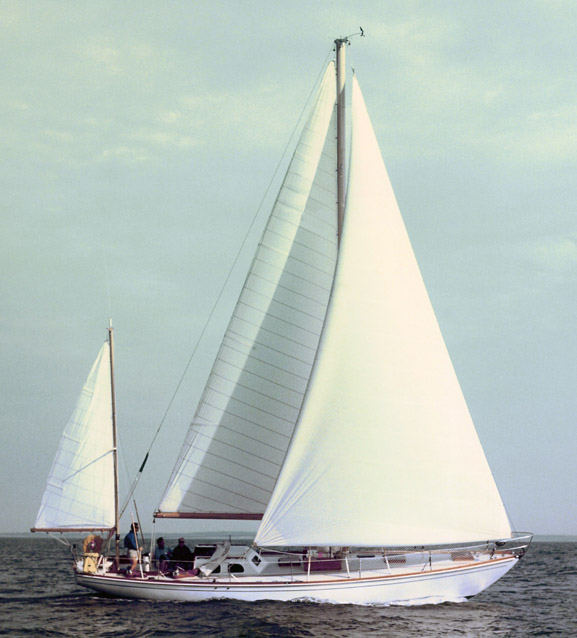
Uno esempio di imbarcazione a ponte continuo, la iolla.

La coperta, o tolda, nel lessico nautico, è il ponte superiore di una imbarcazione.

## Descrizione
Nelle imbarcazioni dette "a ponte continuo" corre per tutta la lunghezza della nave, concorrendo alla robustezza della sua struttura, ma nelle unità più grosse può essere affiancata da un castello di prua e da un castello di poppa, strutture sopraelevate destinate ad alloggi, spazi di manovra o magazzini.
Nelle imbarcazioni minori è solitamente rivestita con del fasciame in legno, come lo era anche nelle grosse navi fino a non molto tempo prima, dove invece attualmente viene rivestita da materiali sintetici che richiedono meno manutenzione. A seconda della tipologia di nave la coperta può essere in buona parte libera, come nelle portacontainer, oppure occupata da sovrastrutture nelle navi passeggeri o picchi di carico come nelle navi da carico dotate di stiva. Per localizzare  ciò che sta sotto il ponte superiore viene usata in gergo l'espressione "sotto coperta".